# 安布龍普齊
安布龍普齊（Amboropotsy）為位在馬達加斯加的城鎮，由阿齊莫-安德列發那區安帕尼希縣（Ampanihy District）管轄。2001年人口普查估計該城鎮人口約有13,000人。
該城鎮的學校只有小學。該城鎮有70%的居民為農民，另外有29%的居民從事畜牧業。花生為該城鎮最重要的作物，而其他重要作物還有玉米以及木薯等。從事製造業以及服務業的居民都佔該鎮人口總數的0.5%。